# 戴维·贝尔富特
戴维·贝尔富特（英語：David Barefoot，？—），加拿大男子射箭、硬地滚球、田径运动员。他曾代表加拿大参加1984年夏季残疾人奥林匹克运动会，其中在射箭项目上获得一枚金牌。